# Dan Forden
Daniel Warner Forden é um programador de áudio e compositor de música americano, já foi programador chefe de alto-perfil em jogos de arcade e  jogos de pinball. Ele é mais conhecido por trabalhar no  jogo eletrônico Mortal Kombat (em particular seu slogan "Toasty!", que soaria em manobras impulsivas). Ele também tocou baixo na banda Cheer-Accident. Seu slogan virou meme na Internet.

## Biografia e estilo de trabalho
Forden nasceu em Chicago, Illinois. Ele é o caçula entre 5 irmãos.
Ele é creditado no Mortal Kombat como Dan "Toasty" Forden, e é conhecido por um  Easter egg que apareceu pela primeira vez em Mortal Kombat II, onde a cabeça de Forden iria aparecer depois de uma cadeia de combos no canto inferior direito da tela e gritar "Toasty!" em um falsete quando um soco fosse realizado. Em MKII você irá ouvi-lo dizer Toasty! depois que um fatality de Scorpion for executado. Em MK9 ele também aparecerá dizendo Toasty depois de uma longa combinação e um uppercut.
Em Mortal Kombat 3, congelando um adversário em "danger mode" com Sub-Zero irá fazê-lo aparecer e gritar "Frosty!". Ele ainda apareceu várias vezes dizendo "Toasty!" porém, com as mesmas condições.
Além disso, em Ultimate Mortal Kombat 3, Dan Forden iria aparecer depois de um Fatality Stage no Lair do Scorpion dizendo "Crispy!" se ambos os jogadores pressionarem o botão "High Punch" após a execução do Input Fatality. Se em vez disso, o botão de ambos "Run" forem executados para baixo, em seguida Shao Kahn diria "Crispy!".
Juntamente com isso, em Mortal Kombat 4, se o jogador executar o fatality do Scorpion, Forden diria "Toasty 3D!". Isto era para enfatizar o fato de que este foi o primeiro Mortal Kombat que utilizou gráficos tridimensionais.
Forden também incluiu o "toasty" na máquina de pinball Medieval Madness. Quando o jogador acerta a rampa direita, uma das frases ditas é "toasty!".
Este Easter egg é incluído no simulador de dança StepMania: sempre que um jogador recebe 250 pontos consecutivos "Perfect's" ou melhor (Excelente ou melhor na versão 4.0 CVS), um "toasty" aparece. O jogo Peggle da  PopCap também apresenta um tributo, assim como o Aerosmith-temático "Rail Shooter" Revolution X, onde o vocalista Steven Tyler grita "Toasty!" em reação a explosões.
Dan é um graduado do "Oberlin Conservatory of Music" no programa TIMARA ( ou Tecnologia em Música e Artes Relacionadas). Em 1985 graduou-se pelo Conservatório e tem produzido desde sons a jogos William Eletronics. O estilo musical de Forden, particularmente para a série Mortal Kombat, é muitas vezes uma mistura de sons sinéticos e orgânicos. Um composição típica geralmente incorpora percussão étnica com baixos sinéticos, pistas sinéticas/ ou almofadas, e instrumentos as vezes exóticos. Seus ritmos geralmente são muito conduzidos e suas melodias podem se tornar bastante complexas.
Várias trilhas sonoras que ele compôs para Mortal Kombat 3 foram utilizadas no precursor de South Park,  Jesus vs. Santa

## Discografia
- Mortal Kombat II: Music from the Arcade Game Soundtrack (1993)
- Lista de mídias da série Mortal Kombat (1997)

## Trabalhos

### Pinball

#### Williams
- Black Knight 2000 e Steve Ritchie
- Bad Cats
- RollerGames
- Riverboat Gambler (com Paul Heitsch)
- Harley Davidson
- The Machine: Bride of Pin*Bot (com Jon Hey e Rich Karstens)
- The Getaway: High Speed II
- Star Trek: The Next Generation
- No Fear: Dangerous Sports
- Medieval Madness

#### Midway (Bally)
- Atlantis (com Robin Seaver)
- Mousin' Around!
- Harley-Davidson
- The Party Zone
- The Pinball Circus
- The Shadow (Pinball)
- Attack From Mars
- Safecracker
- Revenge From Mars

#### Stern
- The Simpsons Pinball Party

### Video games

#### Midway
- Arch Rivals
- Pigskin 621 A.D.
- Super High Impact
- Mortal Kombat (série)
- NFL Blitz (série)
- HyperDrive
- The Grid
- CART Fury

#### NetherRealm Studios
- Mortal Kombat
- Mortal Kombat X

#### Williams
- High Impact Football